# Mandéer
Mandéer (arabiska: المندائيون al-Mandāʾiyyūn), även kända som mandeiska sabier (الصابئةالمندائيون al-Ṣābiʾa al-Mandāʾiyyūn), är en etno-religiös öst-arameisk folkgrupp som talar arabiska och mandeiska en variant av arameiska. De har i huvudsak bott i södra Irak och Iran, men på senare tid har många flytt till Europa, USA och Australien på grund av förtryck och förföljelse. Den mandeiska populationen uppskattas vara ca 100 000, varav många bor i Sverige.
Före Irakkriget var det irakiska mandeiska samhället centrerat i södra Irak i städer som Nasiriyah, Amarah, Qal'at Saleh, Wasit, och Basra, såväl som i Bagdad (särskilt distriktet) av Dora. Mandeisk emigration från Irak började under Saddam Husseins styre, men accelererade kraftigt efter den amerikaledda invasionen och efterföljande ockupation. Sedan invasionen har mandéer, liksom andra irakiska etno-religiösa minoriteter (som assyrier, syrianer, romer och kaldéer), utsatts för våld, inklusive mord, kidnappningar, våldtäkter, vräkningar, landsförvisning, konfiskering, rån och tvångsomvandlingar. 

## Historia och förföljelse
Mandéerna i Irak var kända för sina guldarbeten och andra hantverk; många mandeiska familjer ägde guldbutiker. I det moderna Irak, från monarkin till Saddam Hussain, har mandéerna inte erkänts som en separat accepterad religiös minoritet i någon konstitution eller statlig lag.  Under Saddam Hussains styre användes religion och religiösa minoriteter för propaganda och i verkligheten, som det är välkänt vid det här laget, hade den regimen ingen tolerans för någon frihet, sekulär eller religiös utövning. Saddam Hussein lyckades skapa ett system för kontroll av alla minoriteters inre angelägenheter inklusive mandéernas. Efter att Saddam Hussein påbörjade en förföljelse kampanj mot feyli-kurderna, vilket hotade andra folkgrupper, tvingades mandéerna att samarbeta med hans regim för att undvika förföljelse.
Under troskampanjen som genomfördes  under överseende av Izzat Ibrahim ad-Douri utsattes många mandéer för diskriminering, rån och våldtäkter, särskilt efter Kuwaitkriget, då Irak led av internationella sanktioner. Mandéerna anklagades för skattebrott, äktenskapsbrott, svartmagi, blasfemi, otukt, landsförräderi och att ha lurat den irakiska staten på bidrag. Dessa anklagelser skadade mandéernas bild vilket ledde till ökat våld och fientlighet mot mandéerna. Invändningar mot regimen besvarades med avrättningar, fängelsestraff och berövande av matransoner. När mandéerna, pacifister av trosbekännelse, bad om att bli befriade från vapendragning under Gulfkrigen vägrade Saddam Hussein och nekade deras förfrågan. Hundratals unga mandeiska män dog under  kriget inklusive präster.
I Iran är mandéernas ställning som bokens folk osäker. De nämns inte i landets författning som en erkänd religiös minoritet eller folkgrupp, och är dessutom hindrade från högre utbildning.